# Лаклан Елмер
Лаклан Елмер (англ. Lachlan Elmer, 7 червня 1969) — австралійський хокеїст на траві.
Срібний призер Олімпійських Ігор 1992 року, бронзовий призер 1996 року.